# هاينر شتادلر
هاينر شتادلر (بالألمانية: Heiner Stadler)‏ هو موسيقي وملحن ومنتج أسطوانات وعازف بيانو ألماني، ولد في 9 أبريل 1942 في بروسيا الغربية، وتوفي في 18 فبراير 2018 في سيلفر سبرينغ في الولايات المتحدة.

## وصلات خارجية
- هاينر ستادلر على موقع ميوزك برينز (الإنجليزية)
- هاينر ستادلر على موقع أول ميوزيك (الإنجليزية)
- هاينر ستادلر على موقع ديسكوغز (الإنجليزية)